# Capoluquilla
Capoluquilla är en ort i Mexiko.   Den ligger i kommunen Ixtaczoquitlán och delstaten Veracruz, i den sydöstra delen av landet, 230 km öster om huvudstaden Mexico City. Capoluquilla ligger 852 meter över havet och antalet invånare är 114.
Terrängen runt Capoluquilla är kuperad åt nordost, men åt sydväst är den bergig. Capoluquilla ligger nere i en dal. Runt Capoluquilla är det ganska tätbefolkat, med 100 invånare per kvadratkilometer. Närmaste större samhälle är Córdoba, 14,4 km nordost om Capoluquilla. I omgivningarna runt Capoluquilla växer i huvudsak städsegrön lövskog.